# Harald Eduard von Beck
Harald Eduard von Beck (født 8. september 1855 på Rugård, død 26. januar 1911) var en dansk proprietær, hofjægermester og kammerjunker.
Han var søn af oberst Carl Eduard von Beck og hustru Christiane født Schiøtt og ejede proprietærgården Stensø. Beck var formand for Vestlollands Landmandsforening, for De samvirkende Sukkerroedyrkerforeninger og for Foreningen af Sukkerroedyrkere paa Vestlolland, samt for Landsudvalget for Anvendelse af udenlandske Arbejdere, medlem af repræsentantskabet for Livsforsikringsselskabet Dan og revisor i Det Kongelige Danske Landhusholdningsselskab. Han var Ridder af Dannebrog.
Han blev gift 26. maj 1891 i Hamborg med Rosa Emilie Dau (17. december 1856 på Strandgården ved Helsingør - 19??).